# トレイダーズホールディングス
トレイダーズホールディングス株式会社（英: TRADERS HOLDINGS CO., LTD.）は、店頭外国為替証拠金取引（FX）等の金融デリバティブ取引関連事業と金融取引システム開発事業を主軸とするグループの持株会社である。東京証券取引所スタンダード市場に株式を公開する上場企業で（証券コード：8704）、本社は東京都渋谷区にある。

## 概要
1999年11月に国内の個人投資家向けに、金融デリバティブ取引のサービス提供に特化したオンライン証券会社として設立。2005年4月に大阪証券取引所ヘラクレス市場（現・JASDAQ市場）に上場。
2006年10月に持株会社制へ移行。傘下に、インターネット取引による外国為替取引事業を主力事業とするトレイダーズ証券株式会社、金融取引システム開発・運用保守業務を手掛ける株式会社FleGrowthなどを持つ。

## 沿革
- 1999年
  - 11月 - 一般投資家向けにインターネット等を通じた金融デリバティブ取引サービスを提供することを目的として、トレイダーズ証券株式会社を東京都港区南麻布に設立
  - 12月 - 外国為替証拠金取引（FX）サービスによる外国為替取引事業を開始
- 2000年5月 -  外国為替証拠金取引のインターネット取引サービスを開始
- 2001年5月 - トウキョウフォレックストレイダーズ証券株式会社へ商号変更
- 2002年6月 - トレイダーズ証券株式会社へ商号変更
- 2004年1月 - 本社所在地を東京都港区六本木へ移転
- 2005年4月 - 大阪証券取引所ヘラクレス市場に上場（証券コード：8704）
- 2006年10月 - 会社分割により、証券取引事業および外国為替取引事業を子会社トレイダーズ証券分割準備株式会社（現・トレイダーズ証券）に承継。トレイダーズホールディングス株式会社へ商号変更し、持株会社体制へ移行
- 2009年10月 - システムトレード用ソフトの評価・販売及び投資助言・代理業を営むトレイダーズフィナンシャル株式会社を設立
- 2010年7月 - 子会社であるトレイダーズ証券が、外国為替証拠金取引サービス「みんなのFX」を開始
- 2011年8月 - 本社所在地を東京都港区浜松町へ移転
- 2013年
  - 4月 - 新たな金融システムの開発・導入及びシステムコンサルティング事業を営むトレイダーズフィナンシャルテクノロジー株式会社を設立（トレイダーズフィナンシャルの新設分割により同事業を承継）
  - 7月 - 子会社の株式会社Nextop.Asiaがフォレックスマグネイト東京サミット2013にて「Most Innovative Financial Product Award」受賞[1]
- 2015年
  - 7月 - 子会社の株式会社Nextop.Asiaがファイナンスマグネイト東京サミット2015[注 2]にて「ベスト・リテールテクノロジープロバイダー賞」受賞。子会社のトレイダーズ証券がファイナンスマグネイト東京サミット2015にて「ベスト・FXブローカー賞」受賞[2]
  - 12月 - 株式交換により株式会社Nextop.Asiaを完全子会社化
- 2016年
  - 1月 - 投資事業、金融ソリューション事業を営むトレイダーズインベストメント株式会社を設立
  - 4月 - 子会社のトレイダーズフィナンシャルテクノロジーが、Nextop.Asiaを吸収合併し、株式会社Nextop.Asiaに商号変更
- 2018年10月 - 子会社のトレイダーズ証券が外国為替証拠金取引における新サービス「LIGHT FX」を開始
- 2020年10月 -  普通株式5株につき1株の割合で株式併合を実施
- 2022年
  - 1月 - 子会社のトレイダーズ証券が暗号資産CFDサービス「みんなのコイン」「LIGHT FXコイン」を開始
  - 4月 - 東京証券取引所の市場区分がスタンダード市場に変更
- 2023年
  - 3月 - グループのロゴを刷新、ミッション・ビジョン・バリューを策定
  - 4月 - 本社所在地を東京都渋谷区（恵比寿ガーデンプレイスタワー）へ移転。子会社のNextop.Asiaが株式会社FleGrowthへ商号を変更

## 子会社・関連会社・主要出資先会社
- トレイダーズ証券株式会社
- 株式会社FleGrowth

## 加盟団体
- 公益財団法人財務会計基準機構
- 公益社団法人警視庁管内特殊暴力防止対策連合会